# Đạo luật Không khí sạch năm 1956
Đạo luật Không khí sạch năm 1956 là một Đạo luật của Quốc hội Vương quốc Anh được ban hành chủ yếu để phản ứng với Đám sương khói khổng lồ của Luân Đôn vào năm 1952. Nó được bảo trợ bởi Bộ Nhà ở và chính quyền địa phương ở Anh và Bộ Y tế Scotland, và có hiệu lực đến năm 1993.
Đạo luật đã đưa ra một số biện pháp để giảm ô nhiễm không khí. Chủ yếu trong số đó là việc bắt buộc sử dụng nhiên liệu không khói, đặc biệt là ở các 'khu vực kiểm soát khói' có dân số đông để giảm ô nhiễm khói và lưu hình dioxide từ các đám cháy gia đình. Đạo luật cũng bao gồm các biện pháp làm giảm sự phát thải khí, sạn và bụi từ các ống khói.
Đạo luật là cột mốc quan trọng trong việc xây dựng khung pháp lý để bảo vệ môi trường. Nó đã được sửa đổi sau đó, bao gồm Đạo luật Không khí sạch năm 1968.
Đạo luật đã bị bãi bỏ bởi Đạo luật Không khí sạch năm 1993.

## Nguyên nhân ra đời
Luân Đôn từ lâu đã được chú ý bởi sương mù dày đặc.
Luân Đôn đã trải qua một loạt các biện pháp và quy tắc trong nhiều thế kỷ để cải thiện chất lượng không khí – chẳng hạn như như Đạo luật Giảm khói thuốc (Metropolis) năm 1853 và 1856 và Đạo luật Y tế công cộng (Luân Đôn) năm 1891. Tuy nhiên, bất chấp sự liên hệ giữa ô nhiễm không khí và sức khỏe được nhận biết vào cuối thế kỷ 19, những nỗ lực này vẫn chưa phải là các biện pháp hiệu quả trong việc cải thiện sức khỏe cộng đồng.

### Đám sương khói khổng lồ
Khi "Đám sương khói khổng lồ" ập xuống thành phố vào tháng 12 năm 1952, hậu quả chưa từng có đã xảy ra: Hơn 4,000 người được cho là đã chết ngay sau đó, làm dấy lên lo ngại của công chứng, với sương mù dày đặc đã ngăn chặn các chuyến tàu, ô tô và sự kiện công cộng. Thêm 8,000 người chết trong những tuần và tháng tiếp theo.
Rõ ràng, ô nhiễm là một vấn đề thực sự nghiêm trọng và làm chết người, và ảnh hưởng của khói bụi là cột mốc đáng chú ý trong phong trào môi trường hiện đại.

### Ủy ban Beaver
Chính phủ đã chỉ định một Ủy ban về Ô nhiễm không khí do kỹ sư xây dựng Sir Hugh Beaver chủ trì để điều tra vấn đề ở Luân Đôn. Báo cáo năm 1954 đã chỉ ra chi phí xã hội và kinh tế của ô nhiễm không khí và tuyên bố rằng không khí sạch khi đó cũng quan trọng như nước sạch vào giữa thế kỷ 19. Ủy ban đề xuất rằng than đá sử dụng trong nước nên được thay thế bằng than cốc, và nên đặt sự phụ thuộc nhiều hơn vào các nhiên liệu 'không khói' khác như điện và khí đốt. Tuy nhiên, mỗi ngành công nghiệp sản xuất nhiên liệu không khói – than cốc và các công trình khí đốt và các trạm phát điện – đều đốt than để sản xuất nhiên liệu 'không khói'. Ví dụ, 6 triệu tấn than mỗi năm được chuyển thành than cốc ở Đông Bắc nước Anh vào cuối thế kỷ 19 đã thải ra khoảng 2 triệu tấn chất bay hơi như axit cacbonic và axit sulfide. Do đó, không hạn chế được nhiều sự ô nhiễm không khi chuyển từ khu vực tiêu thụ sang khu vực sản xuất.

#### Ngành công nghiệp sản xuất điện
Ngành công nghiẹp sản xuất điện là ngành tiêu thụ than lớn và góp phần gây ô nhiễm bầu khí quyển. Ủy ban Beaver đã dùng ví dụ về Nhà máy điện Bankside mới được đưa vào sử dụng gần đây ở Luân Đôn để khuyến nghị áp dụng rộng rãi phương pháp khử lưu huỳnh bằng khí thải cho tất cả các trạm điện mới ở các khu vực đô thị. Điều này được tuyên bố rằng sẽ khả thi và hiệu quả về chi phí nếu được thêm vào không quá 0.06 d. đến 0.07 d. vào giá thành của một đơn vị điện (1 kWh).
Cơ quan Điện lực Anh đã nghi ngờ về lợi ích của quá trình khử lưu huỳnh và đã phản đối các khuyến nghị trên của Ủy ban. Cơ quan này tuyên bố rằng khuyến nghị trên đã 'giáng một đòn mạnh vào nền kinh tế phát triển điện ở nước này' và các tác động tài chính 'có khả năng nghiêm trọng hơn so với bất kỳ hạn chế hoặc kiểm soát nào trước đây được áp dụng đối với các hoạt động của Cơ quan'. Cơ quan này cho rằng việc lắp đặt máy lọc ở tất cả các nhà máy điện sẽ tốn một khoản đầu tư vốn hàng năm là 10 triệu bảng Anh và sẽ làm tăng chi phí điện thêm 0.1 d mỗi kWh, do đó vượt quá tiêu chí hiệu quả về chi phí được đề xuất trong báo cáo dự thảo của Beaver. Cơ quan Điện lực Anh cũng chỉ trích rằng Ủy ban Beaver đã không có nỗ lực nghiêm túc trong việc đánh giá tính kinh tế tương đối của các cách thức giảm ô nhiễm khí quyển. Tuyên bố cho rằng việc đốt than trong các lò hơi của nhà máy điện hiện đại được trang bị bộ thu gom sạn hiệu quả và thành các ống khói cao là 'một phương pháp cực kỳ hiệu quả để kiểm soát ô nhiễm về [...] của kinh phí'.

## Pháp luật
Ban đầu, Chính phủ chống lại áp lực phải hành động, và muốn hạ thấp quy mô của vấn đề này do áp lực kinh tế. Các nghị sĩ ủng hộ (bao gồm cả thành viên Đảng Bảo thủ Gerald Nabarro, nhà tài trợ của đảng) đã có động thái thông qua Dự luật của Thành viên Tư nhân về đốt than trong nước để thuyết phục Chính phủ ủng hộ thay đổi luật. Đạo luật Không khí sạch được xya6 dựng dựa trên những nỗ lực trước đó nhằm điều chỉnh về các chất ô nhiễm, đặc biệt ở Luân Đôn, nơi mà chất lượng không khí từ lâu đã kém.
Đạo luật Không khí sạch năm 1956 có nhiều biện pháp để giảm ô nhiễm không khí. Đạo luật cho phép đề xuất 'khu vực kiểm soát khói' ở các thị trấn và thành phố, nơi chỉ có thể đốt nhiên liệu không khói. Bằng cách chuyển các nguồn nhiệt trong nước sang than sạch hơn, điện và khí đốt, lượng ô nhiễm khói và lưu huỳnh dioxide từ các đám cháy gia đình đã giảm. Để củng cố những thay đổi này, Đạo luật cũng có các điều khoản ngăn chặn việc phát thải khói đen từ ống khói, yêu cầu các nhà máy mới không thải khói và yêu cầu giảm thiếu sạn, bụi thải ra. Bằng cách cấm những hành động vốn đã được chấp nhận rộng rãi cho đến nay của các hộ gia đình tư nhân, Đạo luật Không khí sạch năm 1956 có ý nghĩa quan trọng đối với cuộc tranh luận về quy định công cộng, sức khỏe cộng đồng và phạm vi can thiệp hợp pháp của Chính phủ.
Đám sương khói khổng lồ năm 1952 đã tạo động lực cho các hành động kiên quyết hơn: cũng như Đạo luật Không khí sạch, ảnh hưởng của nó cũng dẫn đến sự ra đời của Đạo luật Thành phố Luân Đôn (Various Powers) năm 1954, và sau đó là Đạo luật Không khí sạch năm 1968.

### Hậu quả
Khói và những ảnh hưởng đến sức khỏe của nó tiếp tục là vấn đề ở Luân Đôn. Trong đợt sương mù ở Luân Đôn từ ngày 2 đến ngày 5 tháng 12 năm 1957, nồng độ khói và lưu huỳnh dioxide đạt mức tương đương năm 1952 và đã có 760 – 1000 người chết. Một đợt khác vào năm 1962 khiến 750 người chết.

## Những đạo luật khác
Các quy định của Đạo luật năm 1956 đã được mở rộng bởi Đạo luật Không khí sạch năm 1968, đạo luật này coi việc thải khói đen từ ống khói là vi phạm, trao quyền cho Bộ trưởng xác định các giới hạn phát thải sạn và bụi từ lò nung, xác định các yêu cầu bắt buộc đối với nhà máy và cung cấp một khuôn khổ để kiểm soát chiều cao và vị trí của các ống khói. Đạo luật cũng cho phép Bộ trưởng chỉ định các khu vực kiểm soát khói và áp dụng các biện pháp kiểm soát việc sử dụng nhiên liệu trái phép trong các khu vực đó.
Các Đạo luật Không khí sạch năm 1956 và 1968 đã bị bãi bỏ bởi Đạo luật Không khí sạch năm 1993, đạo luật này đã củng cố và mở rộng các điều khoản của đạo luật trước đó.

### Pháp luật Vương quốc Anh
- Clean Air Act 1956: original text
- Văn bản về  Clean Air Act 1956 có hiệu lực ngày hôm nay (bao gồm bất kỳ sửa đổi nào) tại Vương quốc Liên hiệp Anh, legislation.gov.uk